# Jennifer Hammon
Jennifer Leigh Hammon est une actrice américaine née le 7 mars 1973 à Orlando (Floride).

## Filmographie

### Cinéma
- 1997 : Allyson Is Watching
- 2000 : Artie
- 2001 : Mach 2

### Télévision
- 1991 : Super Force
- 1997 : Prise d'otage sanglante (en)
- 1997 - 1999 : Port Charles
- 1997 - 1999 : Hôpital central
- 2000 : JAG
- 2001 : Sheena
- 2001 : Star Trek : Voyager
- 2001 : X-Files